# Андерсон, Чарльз Арнольд
Ча́рльз Арно́льд А́ндерсон (англ. Charles Arnold Anderson; 13 января 1907, Плэтт, шт. Южная Дакота — 26 июня 1990, Чикаго) — американский экономист и социолог.
Бакалавр (1927), магистр (1928) и доктор философии (1932) Миннесотского университета.
Преподавал в Гарварде, университетах Айова Стейт, Кентукки, Калифорнийском (в Беркли) и Чикагском университетах.
Являлся директором Компаративного образовательного центра (Чикаго, 1958—72), главным редактором Американского журнала социологии (1967—73) и консультантом ЮНЕСКО.
Супруга Андерсона (с 1942 года) — известный экономист Мэри Джин Боумен.
Сформулировал и доказал эмпирически «парадокс Андерсона»: получение сыном лучшего образования, чем у отца не обеспечивает ему лучшего социального статуса. Парадокс Андерсона связан с так называемой «инфляцией образования» — снижение ценности дипломов с течением времени.

## Основные произведения
- «Образование и экономическое развитие» (Education and Economic Development, 1966, в соавторстве с М. Дж. Боумен);
- «Что покупают деньги: неравенство и социальное значение дохода» (What Money Buys: Inequality and the Social Meanings of Income, 1976).